# Dendrocitta bayleii
La urraca de las Andamán (Dendrocitta bayleyii) es una especie de ave paseriforme de la familia Corvidae endémica de las islas Andamán.

## Distribución y hábitat
Es endémica de las selvas de las islas Andamán, pertenecientes a la India, en el océano Índico, donde su hábitat natural son los bosques húmedos tropicales.

## Taxonomía
Fue escrita científicamente en 1863 por el naturalista británico Robert Christopher Tytler. El nombre científico de la especie conmemora al funcionario angloindio Edward Clive Bayley. No se reconocen subespecies.